# 3 صفر
- السبت
- الأحد
- الاثنين
- الثلاثاء
- الأربعاء
- الخميس
- الجمعة

- 283 أغسطس 2024
- 294 أغسطس 2024
- 15 أغسطس 2024
- 26 أغسطس 2024
- 37 أغسطس 2024
- 48 أغسطس 2024
- 59 أغسطس 2024
- 610 أغسطس 2024
- 711 أغسطس 2024
- 812 أغسطس 2024
- 913 أغسطس 2024
- 1014 أغسطس 2024
- 1115 أغسطس 2024
- 1216 أغسطس 2024
- 1317 أغسطس 2024
- 1418 أغسطس 2024
- 1519 أغسطس 2024
- 1620 أغسطس 2024
- 1721 أغسطس 2024
- 1822 أغسطس 2024
- 1923 أغسطس 2024
- 2024 أغسطس 2024
- 2125 أغسطس 2024
- 2226 أغسطس 2024
- 2327 أغسطس 2024
- 2428 أغسطس 2024
- 2529 أغسطس 2024
- 2630 أغسطس 2024
- 2731 أغسطس 2024
- 281 سبتمبر 2024
- 292 سبتمبر 2024
- 303 سبتمبر 2024
- 14 سبتمبر 2024
- 25 سبتمبر 2024
- 36 سبتمبر 2024

3 صَفَر أو 3 صَفَر الخير أو 3 صَفَر المُظفَّر أو يوم 3 \ 2 (اليوم الثالث من الشهر الثاني) هو اليوم الثالث والثلاثين من أيَّام السنة وفق التقويم الهجري القمري (العربي). يبقى بعده 321 أو 322 يومًا لانتهاء السنة.

## أحداث
- 484هـ - قيام جيش المرابطين بدخول قرطبة ونقل تبعيتها إليهم بزعامة يوسف بن تاشفين، لتبدأ دولة المرابطين في الأندلس.
- 648هـ - قيام المسلمين بدخول مدينة دمياط بعد هزيمة الصليبيين في معركة المنصورة، ووقوع ملك فرنسا لويس التاسع في الأسر.
- 1372هـ - صدرت أول عملة ذهبية سعودية باسم الملك عبدالعزيز آل سعود.
- 1380هـ - جامعة الدول العربية تفرض مقاطعة اقتصادية على إيران، بسبب اعترافها بإسرائيل، وعزمها تبادل التمثيل الدبلوماسي بينهما.
- 1382هـ -
  - إعلان استقلال الجزائر وتحررها من الاستعمار الفرنسي، الذي دام نحو 132 عاماً.
  - وقوع مذبحة وهران ضد الأوروبيين المستوطنين بالجزائر.
- 1391هـ -
  - اغتيال نائب رئيس مجلس قيادة الثورة في العراق حردان التكريتي أمام المستشفى الأميري في الكويت على يد فتيان العاني.
  - صدور قرار مجلس الوزراء بتحويل جامعة الملك عبد العزيز الأهلية في السعودية إلى جامعة حكومية.
- 1423هـ - السلطات الإسرائيلية تلقي القبض على مروان البرغوثي.
- 1427هـ - انتخاب سالم الفلاحات مراقبًا عامًا الإخوان المسلمون في الأردن.
- 1429هـ - منتخب مصر لكرة القدم يحصد كأس الأمم الأفريقية السادسة والعشرون المقامة في غانا للمرة السادسة في تاريخة.
- 1430هـ - رئيس الوزراء التركي رجب طيب أردوغان ينسحب من جلسة بالمنتدى الاقتصادي العالمي في دافوس بسويسرا بعد مناقشه مع الرئيس الإسرائيلي شمعون بيريز حول الهجوم الذي شنته إسرائيل على قطاع غزة ودفاع الرئيس الإسرائيلي عنه وقوله عن ما الذي سيفعله أردوغان لو أن الصواريخ أطلقت على إسطنبول كل ليلة.
- 1432هـ -
  - تشيلي تقرر الاعتراف رسميا بالدولة الفلسطينية على حدود 67، وهي سادس دول أمريكا الجنوبية التي تقرر الاعتراف.
  - المجلس العسكري المصري يقرر إلغاء المادة الخامسة من قانون الانتخابات التي تنص على انتخاب ثلثي البرلمان عبر نظام القوائم الانتخابية بينما يشغل الثلث الآخر من ينتخبون كمستقلين.
- 1434هـ - مخيم اليرموك للاجئين الفلسطينين في دمشق يتعرض للقصف بطائرات الميغ التابعة لقوات النظام السوري مما أدى إلى نزوح نسبة كبيرة من السكان.
- 1443هـ - إعلان تشكيل الحكومة اللبنانية برئاسة نجيب ميقاتي، وذلك بعد مرور ما يزيد عن العام على استقالة الحكومة السابقة.

## مواليد
- 1269هـ - الخديوي توفيق، سادس حكام مصر من الأسرة العلوية.
- 1298هـ - علي الجارم، أديب وشاعر وكاتب مصري.
- 1336هـ - أحمد الشرباصي، عالم دين مصري.
- 1341هـ - محمد طه، مطرب مصري.
- 1389هـ - منى حسين، ممثلة مصرية.
- 1392هـ - أمل عرفة، ممثلة سورية.
- 1397هـ - منير الزعبي، مخرج سوري.
- 1401هـ -
  - حليمة بولند، مذيعة كويتية.
  - مساري، مغني كندي من أصل لبناني.
- 1402هـ - يعقوب الأنصاري، لاعب كرة قدم كويتي.

## وفيات
- 180هـ - هشام بن عبد الرحمن الداخل، ثاني أمراء الدولة الأموية في الأندلس.
- 405هـ - أبو عبد الله الحاكم النيسابوري، من كبار المحدّثين ومن أصحاب الصحاح.
- 1391هـ - حردان التكريتي، نائب رئيس مجلس قيادة الثورة في العراق.
- 1408هـ - جواد علي، مفكر ومؤرخ عراقي.
- 1416هـ - محمد الموجي، موسيقار مصري.
- 1423هـ - أنطوان ريمي، مخرج ومنتج لبناني.
- 1426هـ - شوقي ضيف، أديب وعالم لغوي مصري.

## وصلات خارجية
- موقع قصة الإسلام: حدث في شهر صفر.